# Lorraine Daston
Lorraine Jennifer Daston, detta Raine (East Lansing, 9 giugno 1951), è una storica e filosofa statunitense.
Studiosa di storia della scienza, ha insegnato in numerose università, diretto il Max-Planck-Institut für Wissenschaftsgeschichte (MPIWG, Istituto Max Plank di Storia della Scienza) di Berlino  fino al pensionamento nel giugno 2019, membro di prestigiose accademie; autrice di numerosi lavori, ha ottenuto importanti riconoscimenti, fra i quali il Premio Balzan nel 2024.

## Biografia
Dopo aver conseguito il dottorato di ricerca in storia della scienza all'Università Harvard nel 1979, Lorraine Daston è stata professore associato nelle università di Harvard (1980-83), Princeton (1983-86) e Brandeis (1986-1990), professore ordinario a Göttingen (1990-92) e Chicago (1992-97) e direttrice del MPIWG dal 1995. È stata anche professoressa onoraria di storia della scienza all'Università Humboldt di Berlino dal 1997 e visiting professor nelle Università di Harvard (2002-2003), Chicago (2005-2008), Parigi e Vienna. Ha tenuto le Isaiah Berlin Lectures all'Università di Oxford (1999), le West Lectures all'Università di Stanford (2005) e le Tanner Lectures all'Università di Harvard (2002). È membro dell'American Academy of Arts and Sciences (dal 1993), dell'Accademia delle scienze di Berlino e dell'Accademia Cesarea Leopoldina dal 2002.
Ha ottenuto numerosi riconoscimenti fra i quali, il Premio Pfizer nel 1999 per il suo lavoro sulla probabilità nell'Illuminismo, il Premio Dan David nel 2018 e il Premio Balzan nel 2024 per Storia della scienza moderna e contemporanea
È moglie dello psicologo tedesco Gerd Gigerenzer.

## Opere
- Classical Probability in the Enlightenment, Princeton University Press, 1988, ISBN 978-0691084978.
- con Katharine Park:  Wonders and the Order of Nature, 1150–1750, Zone Books, 1998, ISBN 978-0942299915.
  -  Le meraviglie del mondo : mostri, prodigi e fatti strani dal Medioevo all'illuminismo, traduzione di Michelangelo Ferraro e Barbara Valotti, Roma, Carocci, 2000, ISBN 88-430-1649-0.
- Eine kurze Geschichte der wissenschaftlichen Aufmerksamkeit, Siemens-Stiftung, 2001.
- Wunder, Beweise und Tatsachen: zur Geschichte der Rationalität, Fischer Verlag, 2001, ISBN 978-3596147632.
- con Peter Galison:  Objectivity, Zone Books, 2007, ISBN 978-1890951795.
- Gegen die Natur, Berlin, Matthes & Seitz, 2018, ISBN 978-3-95757-613-2. Traduzione inglese:  Against Nature, MIT Press, 2019, DOI:10.7551/mitpress/12267.001.0001, ISBN 978-0262537339.
  -  Contro natura, traduzione di Assunta Martinese, Prefazione di Paolo Pecere, Palermo, Timeo, 2024, ISBN 979-1281227170.
- con Paul Erickson et al.:  How Reason Almost Lost Its Mind. The Strange Career of Cold War Rationality, Chicago IL, University of Chicago Press, 2013, ISBN 978-0-226-04663-1.
- Rules: A Short History of What We Live By, Princeton University Press, 2022, ISBN 978-0691254081.
- Rivals: How Scientists Learned to Cooperate, Columbia Global Reports, 2023, ISBN 979-8987053560.